# ماثيو هورن
ماثيو هورن (بالإنجليزية: Mathew Horne)‏ هو كوميدي ارتجالي وممثل بريطاني، ولد في 6 سبتمبر 1978 في المملكة المتحدة.

## أعمال

### أفلام
- (2004) فانيتى فير[4][5]

## وصلات خارجية
- ماثيو هورن على موقع IMDb (الإنجليزية)
- ماثيو هورن على موقع ميوزك برينز (الإنجليزية)
- ماثيو هورن على موقع قاعدة بيانات الفيلم (الإنجليزية)